# エクシードアンドエクセル
エクシードアンドエクセル（Exceed And Excel、2000年9月5日 - ）は、オーストラリアの競走馬、種牡馬である。
2003年ドバイレーシングクラブカップ（G1）、2004年ニューマーケットハンデキャップ（G1）など重賞を6勝。2003/2004年シーズンオーストラリア最優秀スプリンター
オーストラリアの種牡馬としてはゴールデンスリッパーステークス馬オーヴァーリーチをはじめとする2歳G1勝ち馬などを輩出し、2012/2013年シーズンには豪リーデングサイアーとなったほか、北半球ではアイルランド産馬エクセレブレーションを輩出するなどシャトル種牡馬として両半球で成功を収めた。

## 戦績

### 2歳（2002/2003年）
2003年、主戦となるヒュー・ボウマンの手綱でデビュー戦を勝利し、3戦目のトッドマンスリッパートライアル（G2）で重賞を初制覇する。4月12日のゴールデンスリッパーステークス（G1）では9着と大敗した。

### 3歳（2003/2004年）
2003年、始動戦のサンドメニコステークス（G2）では6着となったが、続くアップ&カミングステークス（G3）、ローマンコンサルステークス（G3）と1200mの競走を連勝。9月21日、迎えた1400mのドバイレーシングクラブカップ（G1）でも優勝し、3連勝でG1初制覇を挙げた。次いで1600mのコーフィールドギニーに出走したが、6着に敗れた。
2004年、1180mのロイヤルソヴリンステークス（G2）を制すると、続いて3月6日のニューマーケットハンデキャップ（G1）を勝利。その後ダーレースタッドによって約2200万豪ドルの価格で購入された。ドバイゴールデンシャヒーンを回避し、ロイヤルアスコット開催のゴールデンジュビリーステークスを目標に据えることになったが、血液の異常のためにこれも回避。7月8日、ジュライカップ（G1）に出走したが、20頭立ての19着に敗れ、これを最後に競走馬を引退した。
エクシードアンドエクセルは、当季のオーストラリア最優秀スプリンターに選出された。

## 競走成績
以下の内容は、Racing Australiaの情報に基づく。
| 競走日     | 競馬場           | 競走名                         | 格 | 距離（馬場）  | 頭数 | 枠番 | 馬番 | 着順 | タイム  | 着差    | 騎手         | 斤量 | 1着馬（2着馬）     |
| ---------- | ---------------- | ------------------------------ | -- | ------------- | ---- | ---- | ---- | ---- | ------- | ------- | ------------ | ---- | ------------------ |
| 2003.03.06 | カンタベリー     | ハンデ戦                       |    | 芝1100m（良） | 9    | 3    | 3    | 01着 | 1:04.32 | 1馬身   | H.ボウマン   | 56   | （Freeze）         |
| 0000.03.22 | キャンベラ       | ブラックオパールS              | G3 | 芝1200m（良） | 15   | 10   | 5    | 02着 | -       | 0.2馬身 | H.ボウマン   | 56   | Handsome Ransom    |
| 0000.03.29 | ローズヒル       | トッドマンスリッパートライアル | G2 | 芝1200m（良） | 6    | 4    | 3    | 01着 | 1:10.57 | 0.2馬身 | H.ボウマン   | 56   | （Untouchable）    |
| 0000.04.12 | ローズヒル       | ゴールデンスリッパーS          | G1 | 芝1200m（良） | 16   | 13   | 2    | 09着 | -       | 4.3馬身 | H.ボウマン   | 57   | Polar Success      |
| 0000.08.09 | ランドウィック   | サンドメニコS                  | G2 | 芝1000m（良） | 9    | 6    | 2    | 06着 | -       | 6.5馬身 | H.ボウマン   | 57   | Regimental Gal     |
| 0000.08.23 | ランドウィック   | アップ&カミングS               | G2 | 芝1200m（稍） | 9    | 9    | 3    | 01着 | 1:11.82 | 2.3馬身 | H.ボウマン   | 56   | （Danbird）        |
| 0000.09.06 | ランドウィック   | ローマンコンサルS              | G3 | 芝1200m（良） | 9    | 8    | 3    | 01着 | 1:09.14 | 0.8馬身 | H.ボウマン   | 57   | （Hasna）          |
| 0000.09.21 | コーフィールド   | ドバイレーシングクラブC        | G1 | 芝1400m（良） | 20   | 5    | 7    | 01着 | 1:21.20 | 1.8馬身 | C.ブラウン   | 53   | （Reactive）       |
| 0000.10.11 | コーフィールド   | コーフィールドギニー           | G1 | 芝1600m（稍） | 13   | 2    | 3    | 06着 | -       | 4.6馬身 | H.ボウマン   | 56   | In Top Swing       |
| 2004.02.14 | ランドウィック   | ロイヤルソヴリンS              | G2 | 芝1180m（良） | 10   | 6    | 2    | 01着 | 1:08.27 | 0.2馬身 | C.ブラウン   | 59   | （Lightning Star） |
| 0000.03.06 | フレミントン     | ニューマーケットH              | G1 | 芝1200m（良） | 15   | 10   | 3    | 01着 | 1:08.72 | 0.5馬身 | C.ブラウン   | 55   | （Titanic Jack）   |
| 0000.07.08 | ニューマーケット | ジュライC                      | G1 | 芝6F（良）    | 20   | 18   | 6    | 19着 | -       | 9馬身   | K.マカヴォイ | 60   | Frizzante          |

## 種牡馬時代
2005年にダーレーグループのケルビンサイドスタッドで種牡馬入りし、シャトル種牡馬としても運用された。
オーヴァーリーチ、アースクエイク、リワードフォーエフォート、アウトストリップ、ゲルフ、ヘルメットといったオーストラリアの産駒が2歳G1を優勝するなど早熟性を伝えた一方で、4歳でクイーンエリザベス2世ステークスを圧勝したエクセレブレーションや、それぞれ5歳および6歳でG1を勝利したアンバースカイおよびフランベルジュなど、息の長い競走馬も輩出した。
2024年を持って種牡馬を引退した。

## 種牡馬成績

### 主な産駒
- 2006年生
  - Reward For Effort / リワードフォーエフォート（2009年ブルーダイヤモンドステークス、2010年コンコルドステークス（英語版））[23]
- 2008年生
  - Excelebration / エクセレブレーション（2011年ムーランドロンシャン賞、ハンガーフォードステークス、独2000ギニー、2012年ジャックルマロワ賞、クイーンエリザベス2世ステークス、グラッドネスステークス（英語版））[24]
  - Helmet / ヘルメット（2011年サイアーズプロデュースステークス、豪シャンペンステークス、コーフィールドギニー、コーフィールドギニープレリュード（英語版））[25]
  - Margot Did / マーゴットディド（2011年ナンソープステークス）[26]
- 2009年生
  - Amber Sky / アンバースカイ（2014年アルクォズスプリント）[27]
  - Flamberge / フランベルジュ（2014年スタンディッシュハンデキャップ（英語版）、セブリングステークス（英語版）、theshark.com.auステークス（英語版）、2015年ザグッドウッド、2016年オークレイプレート、ウィリアムレイドステークス）[28]
- 2010年生
  - Guelph / ゲルフ（2013年サイアーズプロデュースステークス、豪シャンペンステークス、フライトステークス、豪1000ギニー、ティーローズステークス（英語版）、ブルーダイヤモンドプレリュードフィリーズ（英語版））[29]
  - Overreach / オーヴァーリーチ（2013年ゴールデンスリッパーステークス、モエエシャンドンステークス (フィリーズ)）[30]
- 2011年生
  - Earthquake / アースクエイク（2014年ブルーダイヤモンドステークス、リースリングステークス（英語版）、ブルーダイヤモンドプレリュードフィリーズ、サラブレッドクラブステークス（英語版））[31]
  - Outstrip / アウトストリップ（2013年ブリーダーズカップジュヴェナイルターフ、英シャンペンステークス）[32]
- 2012年生
  - Mr Stunning / ミスタースタニング（2017年香港スプリント、スプリントカップ（英語版）、ジョッキークラブスプリント、2018年香港スプリント、2020年チェアマンズスプリントプライズ）[33]
- 2016年生
  - Bivouac / ビヴァーク（2019年ゴールデンローズステークス、ラントゥザローズ（英語版）、キンダーガーテンステークス（英語版）、ヴェインステークス（英語版）、2020年ニューマーケットハンデキャップ、スプリントクラシック）[34]
  - Queen Supreme / クイーンスプリーム（2019年イエローウッドハンデキャップ、2020年パドックステークス、2021年パドックステークス）[35]
  - Excellent Proposal / エクセレントプロポーザル（2021年香港クラシックマイル）[36]
  - Exceedance / エクシーダンス（2019年クールモアスタッドステークス、サンドメニコステークス（英語版））[37]
  - Microphone / マイクロフォン（2019年イングリスサイアーズ、スカイラインステークス（英語版）、2020年オータムステークス（英語版））[38]
- 2017年生
  - September Run / セプテンバーラン（2020年クールモアスタッドステークス、2022年ウィリアムレイドステークス）[39]
- 2018年生
  - Montassib / モンタシブ（2024年スプリントカップ、チップチェイスステークス）[40]
- 2020年産
  - Mischief Magic / ミスチーフマジック（2022年ブリーダーズカップジュヴェナイルターフスプリント、シレニアステークス（英語版））[41]
  - Mawj / モージュ（2022年ダッチェスオブケンブリッジステークス（英語版）、2023年1000ギニー、クイーンエリザベス2世チャレンジカップステークス）[42]
  - Cylinder / シリンダー（2024年ニューマーケットハンデキャップ）[43]

### ブルードメアサイアーとしての主な産駒
- 2010年産
  - Bounding（父Lonhro）- レイルウェイステークス
- 2015年産
  - Crown Prosecutor（父Medaglia d'Oro）- ニュージーランドダービー
- 2016年産
  - Ten Sovereigns（父No Nay Never）- ミドルパークステークス、ジュライカップ
  - Anthony Van Dyck（父Galileo）- 英ダービー
  - Elite Street（父Street Boss）- ウインターボトムステークス
- 2017年産
  - Magic Attitude（父Galileo）- ベルモントオークスインビテーショナルステークス
  - Tuvalu（父Kermadec）- トゥーラックハンデキャップ
- 2018年産
  - Laws Of Indices（父Power）- ジャンプラ賞
  - Overpass（父Vancouver）- ウインターボトムステークス2回
- 2021年産
  - Vandeek（父Havana Grey）- モルニ賞、ミドルパークステークス
  - ジャスティンミラノ（父キズナ）- 共同通信杯、皐月賞

## 血統表
| エクシードアンドエクセルの血統    | エクシードアンドエクセルの血統                | エクシードアンドエクセルの血統                | （血統表の出典）                              | （血統表の出典） |
| 父 *デインヒル Danehill 1986 鹿毛 | 父の父Danzig 1977 鹿毛                        | Northern Dancer                               | Nearctic                                      | Nearctic         |
| 父 *デインヒル Danehill 1986 鹿毛 | 父の父Danzig 1977 鹿毛                        | Northern Dancer                               | Natalma                                       |                  |
| 父 *デインヒル Danehill 1986 鹿毛 | 父の父Danzig 1977 鹿毛                        | Pas de Nom                                    | Admiral's Voyage                              | Admiral's Voyage |
| 父 *デインヒル Danehill 1986 鹿毛 | 父の父Danzig 1977 鹿毛                        | Pas de Nom                                    | Petitioner                                    |                  |
| 父 *デインヒル Danehill 1986 鹿毛 | 父の母Razyana 1981 鹿毛                       | His Majesty                                   | Ribot                                         | Ribot            |
| 父 *デインヒル Danehill 1986 鹿毛 | 父の母Razyana 1981 鹿毛                       | His Majesty                                   | Flower Bowl                                   |                  |
| 父 *デインヒル Danehill 1986 鹿毛 | 父の母Razyana 1981 鹿毛                       | Spring Adieu                                  | Buckpasser                                    | Buckpasser       |
| 父 *デインヒル Danehill 1986 鹿毛 | 父の母Razyana 1981 鹿毛                       | Spring Adieu                                  | Natalma                                       |                  |
| 母 Patrona 1994 栗毛              | 母の父Lomond 1980 鹿毛                        | Northern Dancer                               | Nearctic                                      | Nearctic         |
| 母 Patrona 1994 栗毛              | 母の父Lomond 1980 鹿毛                        | Northern Dancer                               | Natalma                                       |                  |
| 母 Patrona 1994 栗毛              | 母の父Lomond 1980 鹿毛                        | My Charmer                                    | Poker                                         | Poker            |
| 母 Patrona 1994 栗毛              | 母の父Lomond 1980 鹿毛                        | My Charmer                                    | Fair Charmer                                  |                  |
| 母 Patrona 1994 栗毛              | 母の母Gladiolus 1974 栗毛                     | Watch Your Step                               | Citation                                      | Citation         |
| 母 Patrona 1994 栗毛              | 母の母Gladiolus 1974 栗毛                     | Watch Your Step                               | Stepwisely                                    |                  |
| 母 Patrona 1994 栗毛              | 母の母Gladiolus 1974 栗毛                     | Back Britches                                 | Carry Back                                    | Carry Back       |
| 母 Patrona 1994 栗毛              | 母の母Gladiolus 1974 栗毛                     | Back Britches                                 | Foxbritches                                   |                  |
| 母系(F-No.)                       | (FN:23-b)                                     | (FN:23-b)                                     | (FN:23-b)                                     | [ § 2 ]          |
| 5代内の近親交配                   | Northern Dancer 3×3=25%、Natalma 4×4×4=18.75% | Northern Dancer 3×3=25%、Natalma 4×4×4=18.75% | Northern Dancer 3×3=25%、Natalma 4×4×4=18.75% | [ § 3 ]          |
| 出典                              | 1. 2. 3.                                      | 1. 2. 3.                                      | 1. 2. 3.                                      | 1. 2. 3.         |

- 主な近親にシンコールビー（フローラステークス）。